# 館山市
館山市（日语：／ Tateyama shi */?）是千葉縣南部，房總半島南端的市，面東京灣岸（內房）。

## 地理

### 市況
館山市位於房總半島南部，面東京灣岸（內房），縣廳所在地千葉市南方約70公里處，屬東京都心100公里圈內。此外，經由東京灣跨海公路前往東京為最短距離，約95公里。
商業設施等大型店沿著北條地區的館山繞道與海岸通往郊外展店，館山站周邊舊商店街的死場化與甜甜圈化現象成為本市一大課題。
市南部的富崎地區與豐房地區明顯人口不足。

### 自然
- 山－大山、那古山
- 河川－平久里川（日语：平久里川）、汐入川（日语：汐入川）

### 鄰接自治體
- 南房總市

## 人口
| 館山市人口分布圖 |                                               |  |
| 館山市與日本全國年齡別人口分布比較圖 （2005年資料） | 館山市的年齡、男女別人口分布圖 （2005年資料） |  |
| ■紫色是館山市 ■綠色是全国 | ■藍色是男性 ■紅色是女性                       |  |
| 館山市人口變化 \| 1970年 \| 55,236人 \| \| \| 1975年 \| 56,139人 \| \| \| 1980年 \| 56,257人 \| \| \| 1985年 \| 56,035人 \| \| \| 1990年 \| 54,575人 \| \| \| 1995年 \| 52,880人 \| \| \| 2000年 \| 51,412人 \| \| \| 2005年 \| 50,527人 \| \| \| 2010年 \| 49,290人 \| \| \| 2015年 \| 47,464人 \| \| \| 2020年 \| 45,153人 \| \| |                                               |  |
| 資料來源：日本總務省統計中心提供之人口普查數據 |                                               |  |
| 1970年 | 55,236人                                      |  |
| 1975年 | 56,139人                                      |  |
| 1980年 | 56,257人                                      |  |
| 1985年 | 56,035人                                      |  |
| 1990年 | 54,575人                                      |  |
| 1995年 | 52,880人                                      |  |
| 2000年 | 51,412人                                      |  |
| 2005年 | 50,527人                                      |  |
| 2010年 | 49,290人                                      |  |
| 2015年 | 47,464人                                      |  |
| 2020年 | 45,153人                                      |  |

## 歷史

### 沿革
- 1939年（昭和14年）11月3日－安房郡館山北條町、那古町（日语：那古町）、船形町（日语：船形町）合併成立館山市（是縣內次於千葉市、銚子市、市川市、船橋市的第五個施行市制的自治體）。
- 1954年（昭和29年）5月3日－安房郡西岬村（日语：西岬村）、富崎村（日语：富崎村）、豐房村（日语：豊房村）、神戶村（日语：神戸村）、九重村（日语：九重村）、館野村（日语：館野村）編入，形成現在的市域。

### 市名由來
市名意為「館之山」，也就是「城之山」，指領主建城所在之山。

## 行政

### 市長

#### 現職
- 金丸謙一 （2006年12月10日就任 第二任）

### 警察、消防、司法
- 千葉縣警察（日语：千葉県警察）館山警察署（日语：館山警察署）（管轄館山市、南房總市、鋸南町）
- 千葉地方檢察廳（日语：千葉地方検察庁）館山支部
- 館山區檢察廳（日语：館山区検察庁）
- 安房郡市消防本部（日语：安房郡市広域市町村圏事務組合）
- 地方裁判所、家庭裁判所及簡易裁判所合同廳舍
  - 千葉地方裁判所（日语：千葉地方裁判所）館山支部
  - 千葉家庭裁判所（日语：千葉家庭裁判所）館山支部
  - 館山簡易裁判所（日语：館山簡易裁判所）

## 產業

### 漁業
- 船形漁港
- 下原漁港
- 見物漁港
- 波左間漁港
- 坂田漁港
- 榮之浦漁港
- 洲崎漁港
- 川名漁港
- 伊戶漁港
- 富崎漁港（日语：富崎漁港）
- 布良漁港

### 農業
- 花
- 蔬菜

## 姊妹、友好都市

### 國內
- 笛吹市（山梨縣）
- 中野區（東京都）

### 海外
- 貝靈厄姆市（美國華盛頓州）
- 史帝芬港（英语：Port Stephens (New South Wales)）（澳洲新南威爾斯）

## 教育

### 小學校
- 館山市立北條小學校
- 館山市立神余小學校
- 館山市立神戶小學校
- 館山市立九重小學校
- 館山市立館野小學校
- 館山市立館山小學校
- 館山市立豐房小學校
- 館山市立那古小學校
- 館山市立西岬小學校
- 館山市立船形小學校

### 中學校
- 館山市立第一中學校
- 館山市立第二中學校
- 館山市立第三中學校（日语：館山市立第三中学校）
- 館山市立房南中學校

### 高等學校
- 千葉縣立安房高等學校（日语：千葉県立安房高等学校）
- 千葉縣立館山總合高等學校（日语：千葉県立館山総合高等学校）
- 千葉縣安房西高等學校（日语：千葉県安房西高等学校）

### 特別支援學校
- 千葉縣立安房特別支援學校
- 大田區立館山漣（さざなみ）學校
- 中野區立館山健康學園
- 千葉縣立館山聾學校（日语：千葉県立館山聾学校）

### 海員學校
- 國立館山海上技術學校（日语：館山海上技術学校）

## 公共設施

### 文化設施
- 千葉縣南總文化會館
- 社區中心（コミュニティ中心）
- 館山市立博物館（日语：館山市立博物館）
- 館山市立圖書館
- “渚之驛”館山（日语：“渚の駅”たてやま）

### 運動設施
- 千葉縣立館山運動公園（日语：千葉県立館山運動公園）
- 館山市營市民運動場

### 医療設施
- 安房地域醫療中心（日语：安房地域医療センター）

### 商業設施
- 永旺城館山（日语：イオンタウン館山）

## 交通

### 鐵路
東日本旅客鐵道
- 內房線：那古船形站 - 館山站 - 九重站

### 巴士路線

#### 高速巴士
- 房總菜之花號（日语：房総なのはな号）（日東交通（日语：日東交通 (千葉県)）、JR巴士關東館山支店（日语：ジェイアールバス関東館山支店））

白濱、館山⇔東京站（行經東京灣跨海公路）
- 南總里見號（日语：南総里見号）（館山日東巴士、日東交通、京成巴士）

白濱、館山⇔木更津羽鳥野巴士站⇔千葉站 - 千葉中央站 / 千葉港站
木更津羽鳥野巴士站轉乘往東京、羽田機場的高速巴士。
- 羽田機場、橫濱方面（日東交通、京濱急行巴士）

館山站前⇔羽田機場 - 橫濱站東口巴士總站（行經東京灣跨海公路）

#### 路線巴士
- JR巴士關東
- 館山日東巴士
- 鴨川日東巴士

### 道路

#### 一般國道
- 國道127號（日语：国道127号）（館山繞道（日语：館山バイパス））在南房總市連接富津館山道路。
- 國道128號（日语：国道128号）
- 國道410號（日语：国道410号）

#### 主要地方道
- 千葉縣道86號館山白濱線（日语：千葉県道86号館山白浜線）
- 千葉縣道88號富津館山線（日语：千葉県道88号富津館山線）

#### 一般縣道
- 千葉縣道185號犬掛館山線（日语：千葉県道185号犬掛館山線）
- 千葉縣道187號館山千倉線（日语：千葉県道187号館山千倉線）
- 千葉縣道188號館山大貫千倉線（日语：千葉県道188号館山大貫千倉線）
- 千葉縣道250號館山港線（日语：千葉県道250号館山港線）
- 千葉縣道257號南安房公園線（日语：千葉県道257号南安房公園線）
- 千葉縣道271號館山停車場線（日语：千葉県道271号館山停車場線）
- 千葉縣道302號館山富浦線（日语：千葉県道302号館山富浦線）
- 千葉縣道403號和田白濱館山自行車道線（日语：千葉県道403号和田白浜館山自転車道線）

#### 道之驛
- 道之驛南房樂園（日语：南房パラダイス）

### 船舶、港灣
- 館山港（特定地域振興重要港灣（日语：特定地域振興重要港湾））－在二月至三月由東海汽船（日语：東海汽船）運行東京 - 館山 - 大島、下田的航路。

## 景點、古蹟、觀光地、祭典、活動
- 館山城
- 那古寺－坂東三十三觀音靈場第33號（結願）寺。
- 大福寺（日语：大福寺 (館山市)）－別名「崖觀音」（崖之觀音）。
- 遍智院（小塚大師）
- 鶴谷八幡宮（日语：鶴谷八幡宮）－安房國總社。以聚集南房總神社神輿的安房國司祭（八幡之祭，通稱「やわたんまち」）聞名。
- 手力雄神社（日语：手力雄神社 (館山市)）－參加安房國司祭。
- 安房神社
- 洲崎神社（日语：洲崎神社）
- 洲宮神社（日语：洲宮神社）
- 洲埼燈塔
- 道之驛南房樂園（日语：南房パラダイス）
- 館山市立博物館（日语：館山市立博物館）
- 館山海軍航空隊（日语：館山海軍航空隊）赤山地下壕跡－市指定史蹟
- 沖之島
- 波佐間海中公園 （页面存档备份，存于）－水肺潛水景點。海底神社（日语：海底神社）。

### 祭典、活動
- 茂名之里芋祭－2005年2月21日成為國家重要無形民俗文化財（日语：重要無形民俗文化財）。
- 洲崎のミノコオドリ（日语：洲崎のミノコオドリ）－1961年6月9日成為千葉縣無形民俗文化財（日语：千葉県指定文化財一覧）。
- 春天採花ex.罌粟（春の花摘みex.ポピー）（11月 - 5月）
- 若潮馬拉松（1月）－日本陸連公認路線
- 採草莓（イチゴ狩り）（1月 - 5月）
- 那古觀音祭禮（7月17、18日）
- 海水浴季（7月 - 8月）－每年約200萬人來訪。
- 館山灣花火大會（8月）－與下述的佛朗明哥同時進行，每年施放約1萬發煙火。
- 全國大學佛朗明哥季（8月）
- 那古寺四萬六千日（8月）
- 安房やわたんまち（9月）－2004年3月30日成為千葉縣無形民俗文化財。
- 直升機季in館山（10月）－海上自衛隊館山航空基地舉行的交流會
- 南總里見祭（館山城祭）（10月）

## 防衛

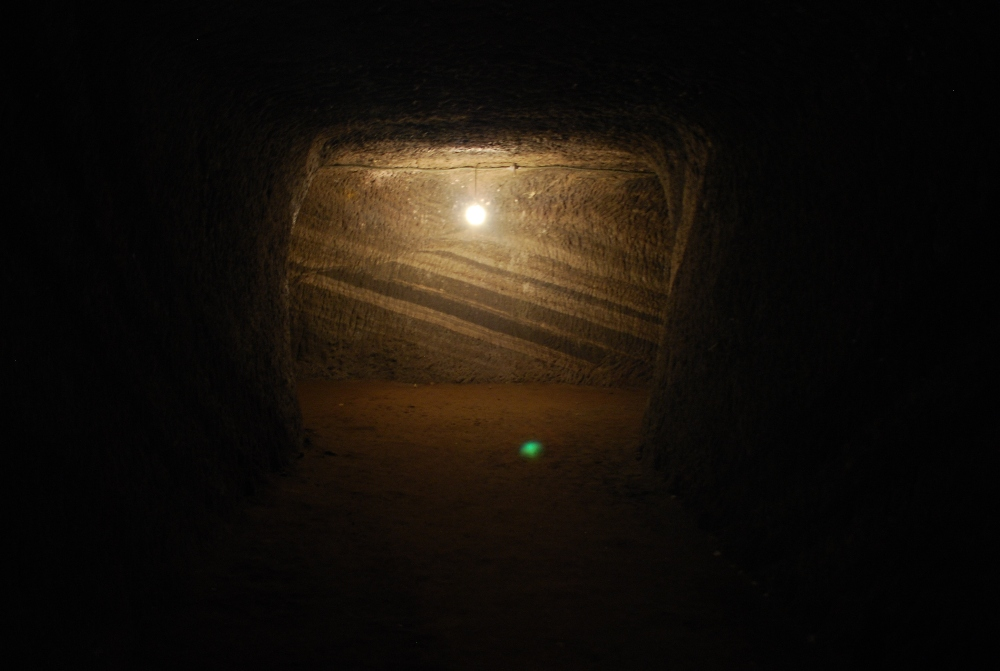
赤山地下壕內部。

海上自衛隊第21航空群駐紮於本市，也是東日本直升機部隊司令部。附近有舊海軍遺跡，而赤山地下壕是日本唯一可參訪壕內的航空要塞遺跡。此外，零戰的機關槍試驗射撃場遺跡可見7.7㎜機關槍彈的彈痕。
- 館山飛行場（日语：館山飛行場）（航空管制：TWR,APP,東京APP）

### 航空標識所
- 館山航空無線標識所（航空燈塔：館山NDB、館山VOR）

## 經濟
本社位於市內的企業
- 館山信用金庫（日语：館山信用金庫）
- ODOYA（日语：おどや）
- 館山日東巴士

## 關於館山市的作品
電視劇
- 《海灘男孩》 (1997年)

電影
- 《我們的七日戰爭》 (1988年)
- 《哥吉拉×機械哥吉拉》(2002年)

小說
- 《日本沉沒》（1993年、小松左京）－2度電影化

漫畫
- 《悪魔つきの少女》 （鬼城寺健）

## 著名人
- 石井明美（歌手）
- 小澤亮太（演員）
- 薗部儀三郎（日本在世最年長男性，最後1位生於明治時代的日本男性）
- Toshl（音樂家）
- YOSHIKI（音樂家）

## 外部連結
行政
- 館山市 （页面存档备份，存于）

觀光
- 館山市觀光協會 （页面存档备份，存于）